# Financiamento climático na China

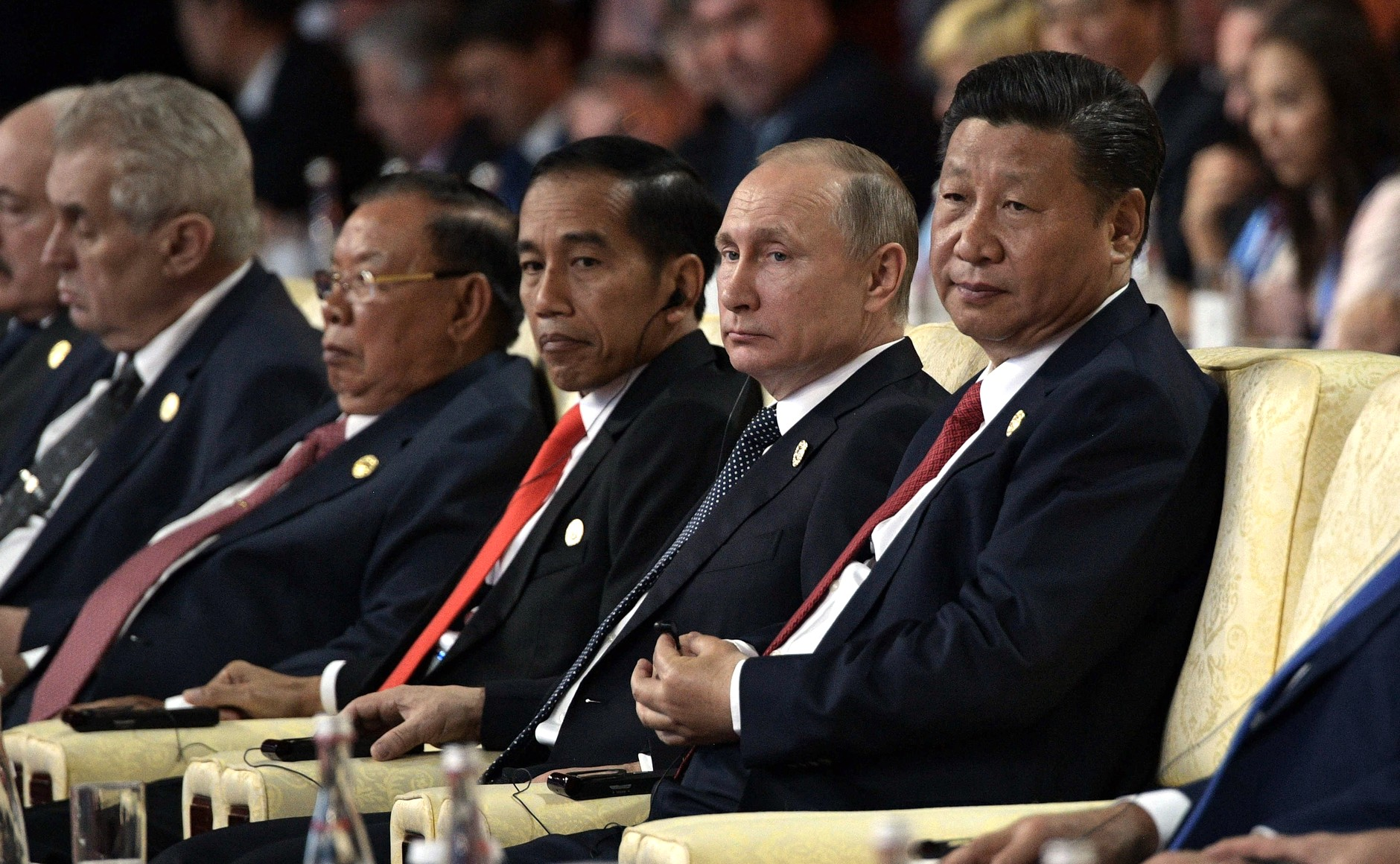
Xi Jinping, Vladimir Putin e Joko Widodo no fórum internacional da BRI, 2017.

O financiamento climático na China engloba os fluxos de capital mobilizados por órgãos estatais, instituições financeiras públicas e privadas para mitigar emissões de gases de efeito estufa e aumentar a resiliência às mudanças do clima, tanto no mercado doméstico quanto em países parceiros. Em 2023, a China foi responsável por cerca de 30% das emissões globais do ano, mantendo‑se como o maior emissor mundial.
Internamente, o país estruturou seu arcabouço de financiamento verde a partir de 2016, quando o Banco Popular da China e seis ministérios publicaram as Diretrizes para o Sistema Financeiro Verde, criando um catálogo oficial de projetos elegíveis e padrões de divulgação de riscos ambientais. Essas diretrizes permitiram a emissão de mais de 1,5 trilhão de yuans em títulos verdes entre 2016 e 2021.
No plano internacional, a China tem ampliado sua atuação por meio de fundos de cooperação Sul–Sul e da Iniciativa Belt and Road (BRI). Em 2023, a instalação de contratos e investimentos em energia via BRI somou 7,9 bilhões de dólares.

No entanto, a China enfrenta críticas quanto à aplicabilidade de suas próprias normas ambientais em projetos externos. Apesar de uma rígida regulamentação doméstica, as diretrizes verdes da Iniciativa BRI são predominantemente criticadas por falta de transparência — documentos não vinculantes que deixam lacunas na prestação de contas e no monitoramento de impactos.
Na esteira dessas controvérsias, Pequim tem buscado ampliar instrumentos verdes internacionais: em abril de 2025, emitiu seu primeiro título verde soberano de 6 bilhões de yuans na Bolsa de Londres, sinalizando a diversificação de sua base de investidores e reforçando o uso global de sua própria moeda em operações sustentáveis.

## Contexto climático e vulnerabilidades
A China é atualmente o maior emissor anual de gases de efeito estufa do mundo, respondendo por aproximadamente 30% das emissões globais de CO₂ em 2023. Esse patamar deriva de um modelo de desenvolvimento historicamente baseado em indústria pesada e uso intensivo de carvão, o que torna o desacoplamento entre crescimento econômico e emissões um enorme desafio de política pública.

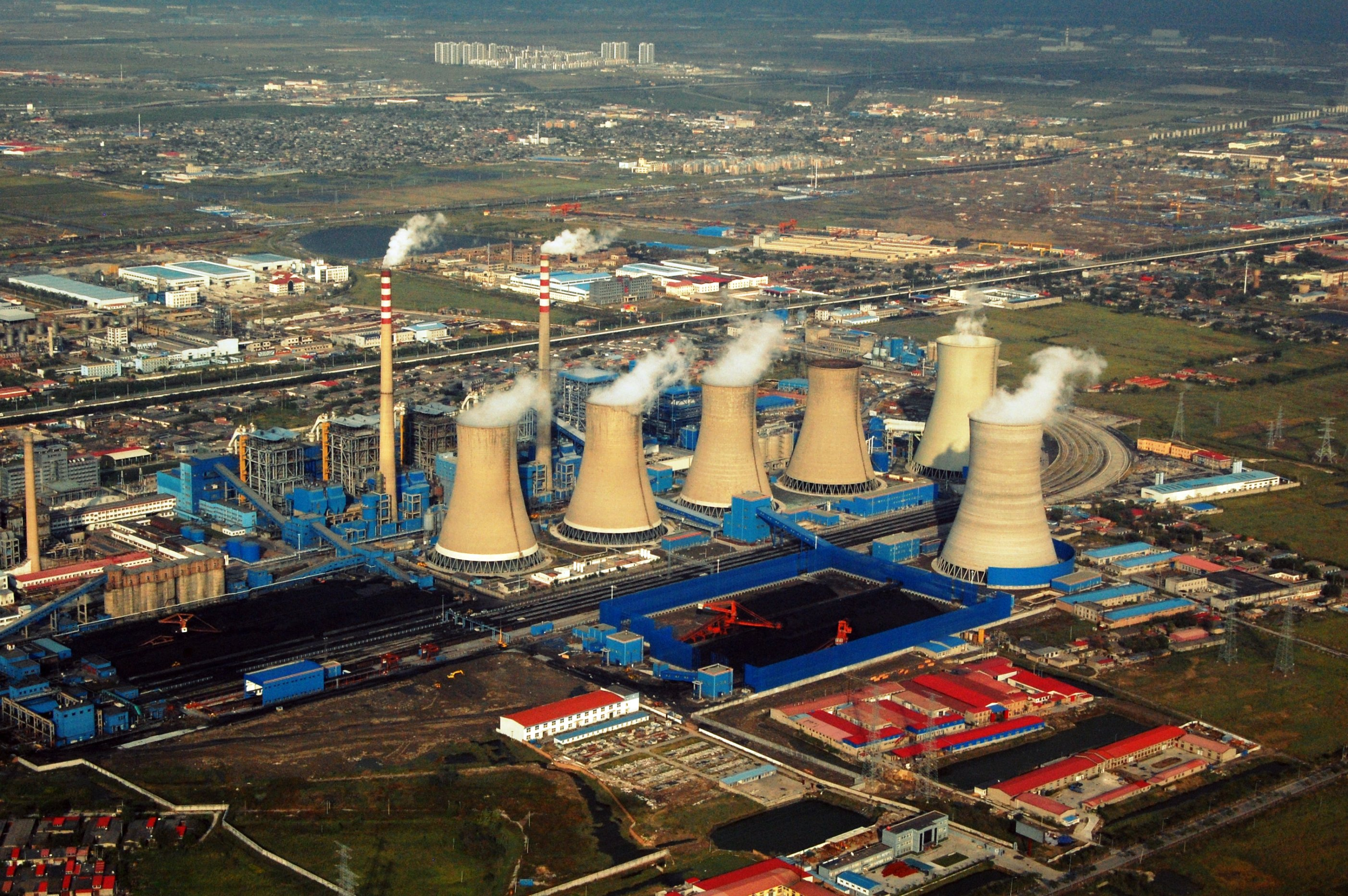
Termelétrica de Jungliangcheng em Tianjin.

Nas zonas costeiras chinesas, o duplo impacto da elevação do nível do mar e da subsidência do solo vem se agravar: 45% das áreas urbanas de 82 grandes cidades estão afundando — em 16% dos casos, a taxas superiores a 10 mm/ano — afetando cerca de 270 milhões de habitantes.
Além dos perigos costeiros, ondas de calor recorde e secas prolongadas vêm cobrando um preço alto. Em 2022, as mortes atribuíveis a eventos de calor aumentaram 342% em comparação ao período-base (1986–2005) e que a perda de horas de trabalho devido ao calor alcançou 38,3 bilhões, equivalendo a 1,91% do PIB chinês (c. 313,5 bilhões de dólares americanos). Em agosto de 2023, o governo registrou oficialmente as primeiras fatalidades por insolação desde o aumento extremo de temperaturas, com pelo menos duas mortes confirmadas e dezenas de atendimentos emergenciais em Shenzhen durante uma sequência de oito dias acima de 40 °C.
Nos cumes do Tibete e no noroeste, o recuo glacial avança a um ritmo alarmante. A área total de geleiras na China encolheu 26% desde 1960, com cerca de 7.000 pequenos glaciares desaparecendo nesse período. Em particular, o glaciar Laohugou No. 12 no Qilian, monitorado desde a década de 1950, recuou cerca de 450 m e perdeu até 13 m de espessura nos últimos anos, reduzindo drasticamente os estoques de água que alimentam rios vitais como o Yangtzé e o Amarelo.

## Marcos legais e institucionais
Desde meados dos anos 2000, a China vem erguendo um conjunto de marcos legais e institucionais que permitem canalizar recursos públicos e privados para ações de mitigação e adaptação ao clima.
Em 2006, entrou em vigor a Lei de Energia Renovável, que instituiu um sistema de custeio solidário da integração de fontes limpas à rede elétrica por meio de uma tarifa adicional de 0,001 yuan por kWh elevada a 0,008 yuan em 2011 — para financiar subsídios a projetos eólicos, solares e de biomassa conectados à rede. A lei também determinou que o preço de compra da energia renovável fosse fixado por órgãos estaduais competentes, criando um mecanismo análogo a feed‑in tariffs que garantiu a expansão rápida da capacidade renovável, embora tenha acumulado déficits de subsídio de até 400 bilhões de yuen em 2021 devido ao crescimento acelerado da oferta frente à arrecadação.
Em paralelo, o Plano Nacional para Enfrentar as Mudanças Climáticas de 2014 estabeleceu metas obrigatórias de redução de intensidade carbônica — queda de 40–45% das emissões por unidade de PIB até 2020, em relação a 2005 — e estimulou a implementação de leilões de energia renovável, incentivos fiscais e a ampliação de mecanismos de eficiência energética em setores-chave como indústria, transporte e edifícios.
No âmbito financeiro, o conceito de financiamento verde foi institucionalizado em 2016 com as Diretrizes para o Sistema Financeiro Verde, publicadas pelo Banco Popular da China  (PBC) em conjunto com seis ministérios. Essas diretrizes criaram um catálogo oficial de projetos elegíveis – excluindo “carvão limpo” em 2021 – e definiram padrões de divulgação de riscos ambientais e critérios para emissão de títulos verdes, alavancando mais de 40 bilhões de dólares em títulos verdes já no primeiro ano e impulsionando mais de 1,5 trilhão de yuans entre 2016 e 2021.
Por fim, o Sistema Nacional de Comércio de Emissões (ETS) foi inaugurado em julho de 2021, cobrindo inicialmente mais de 2.200 usinas do setor de geração de energia e aproximadamente 5 bilhões de toneladas de CO₂ equivalente por ano — cerca de 40% das emissões nacionais — com negociação eletrônica na Bolsa de Shanghai e preço de abertura em 48 yuan por tonelada (c. 7,4 dólares). Em março de 2025, está prevista a inclusão das indústrias de aço, cimento e alumínio, ampliando o escopo do ETS para cerca de 8 bilhões de toneladas de CO₂ equivalente (60% das emissões).

## Financiamento público
A China criou fundos especiais para apoiar o desenvolvimento de energias limpas. Em 2021 foram orçados 89 bilhões de yuan para subsídios adicionais a geração renovável e 6,01 bilhões para o Fundo de Desenvolvimento de Energia Limpa, ambos destinados a fomentar usinas fotovoltaicas, eólicas e projetos de gás não convencional. Na esfera de títulos verdes, as Diretrizes para o Sistema Financeiro Verde, publicadas em 2016 pelo Banco Popular da China e seis ministérios, permitiram a emissão de mais de 1,5 trilhão de yuans em títulos verdes entre 2016 e 2021.
Entre 2013 e 2021, a China forneceu em média anual quase 4 bilhões de dólares em financiamento climático a países em desenvolvimento, totalizando mais de 34 bilhões nesse período. Em complemento, o montante de empréstimos diretos bilaterais ao clima promovido pela China foi quase o dobro daquele oferecido pelos Estados Unidos, atingindo cerca de 3 bilhões de dólares por ano, em contraste com 1,5 bilhão anuais pelos EUA no mesmo intervalo. Esse fluxo robusto de recursos reforça o papel da China como ator central no financiamento climático Sul–Sul, embora o país não esteja atualmente sujeito a obrigações formais de reporte no âmbito da UNFCCC.
Mais recentemente, em maio de 2025, a China comprometeu 40 bilhões de dólares em investimentos de infraestrutura energética verde no Sudeste Asiático, incluindo 11,8 bilhões apenas em projetos de energia limpa. Além disso, também anunciou 51 bilhões de apoio financeiro à África para os próximos três anos, com 30 projetos de energia limpa, reforçando sua estratégia de expansão global de financiamentos climáticos.

## Financiamento privado
No setor privado chinês, os empréstimos verdes concedidos pelos bancos comerciais são a principal forma de financiamento climático.
Até setembro de 2022 o estoque de empréstimos verdes alcançou 20,9 trilhões de yuans (c. 3 trilhões de dólares), equivalendo a cerca de 10% do total de crédito bancário. Já em 2023, esse estoque subiu para 30,08 trilhões de yuans, ou 12,7% do total de empréstimos, poupando anualmente mais de 1 bilhão de toneladas de CO₂ equivalentes. Dentro desse universo, os bancos estatais dominam (74% do volume), seguidos pelos bancos de capital aberto (16,5%), bancos comerciais (8,12%), enquanto os bancos privados ainda têm participação modesta (0,01%).
Paralelamente, o mercado de títulos verdes domésticos registrou emissões cumulativas de 3,1 trilhões de yuan até setembro de 2022, segundo o FMI, com destaque para empresas não financeiras e governos locais. Em 2019, apenas as empresas listadas emitiram 339 bilhões em títulos verdes, representando 21,3% do mercado global naquele ano. Os fundos de investimento ambiental, social e em governança somavam 4 bilhões de yuan ao final de 2022, indicando ainda estágio inicial, mas forte potencial de expansão.
Além disso, o setor privado chinês vem ampliando sua presença em projetos de cleantech globalmente. Desde 2023, conglomerados industriais e bancos comerciais estatais comprometeram mais de 100 bilhões de dólares em investimentos diretos e parcerias em tecnologias limpas — incluindo painéis solares, turbinas eólicas, baterias e infraestrutura de recarga — em mercados da Europa, América Latina e Sudeste Asiático, incluindo o Brasil.

## Cooperação internacional e financiamento externo

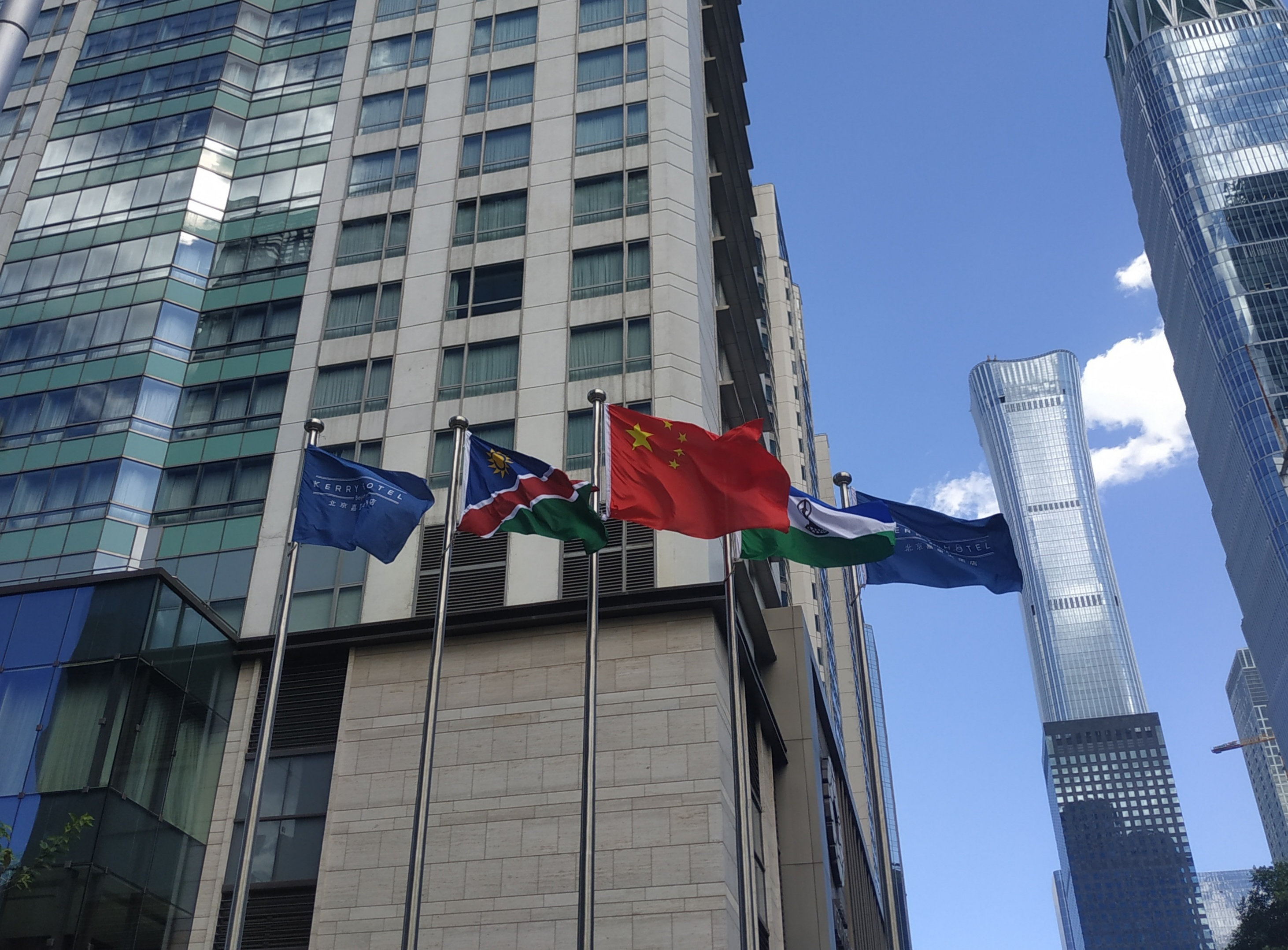
Hotel em Pequim durante o FOCAC de 2018

Na esfera bilateral, a China intensificou seu apoio a projetos de infraestrutura e energia limpa em países em desenvolvimento por meio de linhas de crédito concessionais. No Fórum de Cooperação China-África (FOCAC) de setembro de 2024, o governo chinês anunciou a disponibilização de 360 bilhões de yuan em crédito para África nos três anos seguintes, incluindo o financiamento de 30 projetos de energia limpa, como parques solares e linhas de transmissão, ao lado de investimentos em infraestrutura de transporte.
Em iniciativas multilaterais, a Iniciativa Belt and Road (BRI) tornou-se canal central para o financiamento externo chinês. Em 2024 a China investiu 11,8 bilhões de dólares exclusivamente em energia renovável (solar, eólica e resíduos) e 639 milhões em hidrelétricas dentro dos projetos BRI, montante recorde desde 2013. Em 2023, a instalação de contratos e investimentos em energia via BRI somou 7,9 bilhões de dólares, reforçando a prioridade de Pequim pela “transição verde” em seus parceiros da Ásia, África e Europa.

## Principais setores beneficiados

### Doméstico
Na China, o setor de energia renovável é o principal beneficiário do financiamento climático privado e público. Até o terceiro trimestre de 2024, o estoque de empréstimos verdes destinados à produção e distribuição de energia elétrica, calor, gás e água alcançou 35,75 trilhões de yuans — valor que representa 13,9% de todo o crédito bancário nacional e cresce 19% em um ano, refletindo o foco na modernização das redes e na expansão de usinas solares e eólicas.
No mercado de títulos verdes, a China continua como o segundo maior emissor global, com mais de 180 bilhões de dólares americanos em emissões cumulativas desde 2016, boa parte direcionada a projetos de energia limpa e eficiência energética em indústrias e edifícios.

### Externo

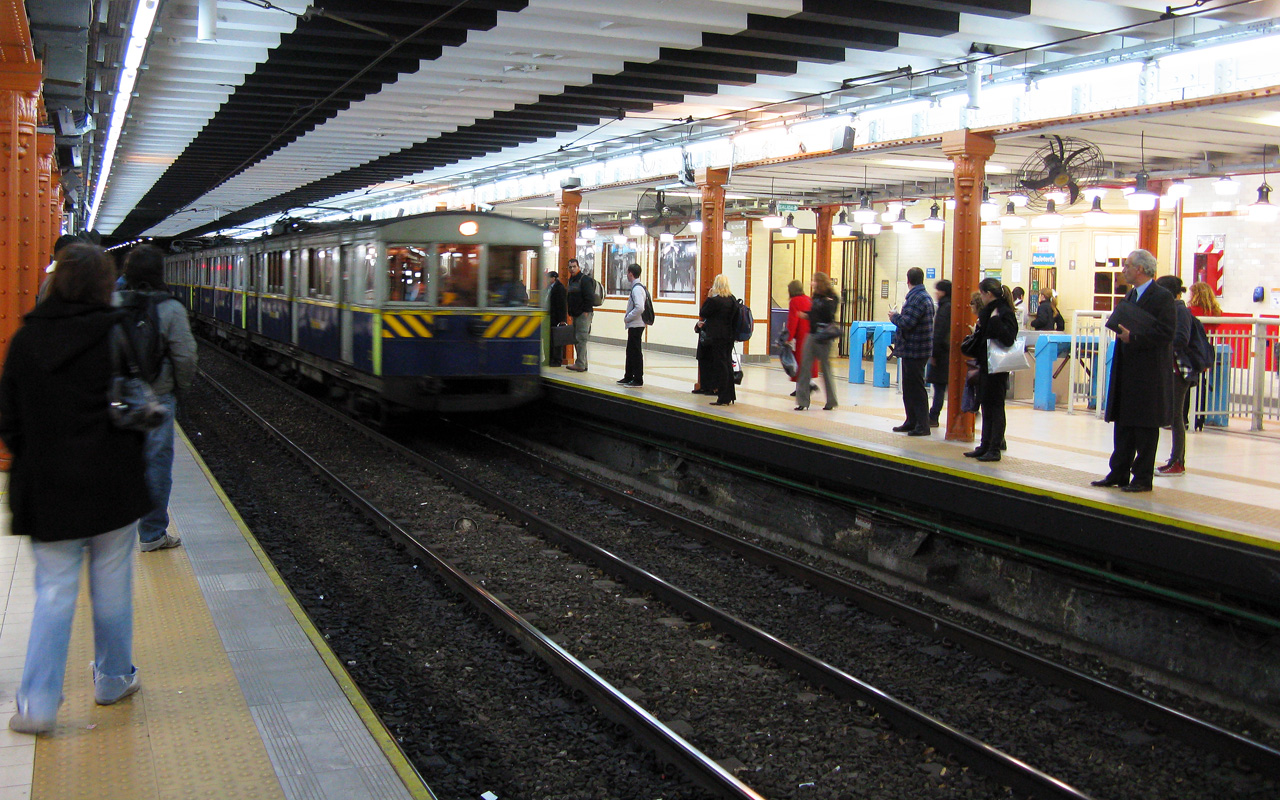
Estação Peru na Linha A do Metro de Buenos Aires.

No Brasil, o consórcio liderado por estatais chinesas completou em 2019 a linha de transmissão de ultra‑alta tensão Belo Monte–Rio de Janeiro (2.539 km, 800 kV), que transporta energia hidrelétrica do Norte para o Sudeste do país e ajudou a reduzir déficits energéticos locais.
O setor agrícola também tem recebido atenção crescente: estimativas do UNDP apontam que sistemas agroalimentares respondem por até 37% das emissões de gases de efeito estufa e demandam inovações financeiras para adaptação e mitigação, incluindo private equity, capital de risco e financiamento misto. De 2015 a 2021, análises indicam que a China concedeu, em média, 3 bilhões de dólares por ano em financiamento climático bilateral, parte do qual apoia práticas de agricultura inteligente como irrigação movida a energia solar e variantes tolerantes à seca em países africanos como Etiópia e Quênia.
No transporte urbano, entre 2013 e 2019 o Banco de Desenvolvimento da China e o Banco de Exportação-Importação da China desembolsaram aproximadamente 334 bilhões de dólares em projetos de infraestrutura globais em execução, dos quais 105,9 bilhões (31,7%) foram destinados a projetos ferroviários (incluindo metrôs e trens leves), representando a maior fatia setorial desses financiamentos. Esses recursos costumam ser estruturados como créditos de exportação, cobrindo desde a fabricação de material rodante até a implantação de sistemas de sinalização e apoio à operação, como demonstram os contratos para a Linha 1 do Metrô de Teerã (269 milhões de dólares) e para a Linha A do Metro de Buenos Aires (161,5 milhões).

## Impactos e resultados

### Doméstico
Até o primeiro trimestre de 2024, o total de empréstimos verdes concedidos na China alcançou 33,8 trilhões de yuans, um crescimento de 35,1% em relação ao mesmo período de 2023, montante que confere ao país a liderança mundial. Além disso, o Banco Popular da China ampliou o escopo de participação estrangeira na sua Instalação de Redução de Emissões de Carbono (CERF), que já garantiu 770 bilhões de yuan em linhas de crédito para setores intensivos em redução de emissões. Estima‑se que, até junho de 2023, essas operações apoiadas pelo CERF tenham contribuído para abater cerca de 150 milhões de toneladas de CO₂e por ano.
Em abril de 2025, o Ministério das Finanças emitiu seu primeiro título verde soberano de 6 bilhões de yuans na Bolsa de Londres, sinalizando diversificação de investidores internacionais e promovendo recursos para projetos de infraestruturas baixas em carbono na própria China.

### Externo
Financiado por um consórcio liderado pelo  Banco de Exportação-Importação da China e pelo Banco de Desenvolvimento da China, o projeto da Usina Hidrelétrica Karot no Paquistão de 720 MW teve fechamento financeiro em fevereiro de 2017 e entrou em operação plena em 2022. Até junho de 2023, a usina já havia produzido 3,64 bilhões de kWh, atendendo às demandas de aproximadamente 5 milhões de habitantes locais, e evitado a emissão de 3,98 milhões de toneladas de CO₂.
Concluída em 2020 na Argentina, a Usina Fotovoltaica de Cauchari de 300 MW produz cerca de 660 GWh/ano, suficientes para suprir o consumo de aproximadamente 260.000 lares na província de Jujuy, a mais de 4.000 m de altitude. Estima‑se uma redução de 325.000 toneladas de CO₂ por ano graças à substituição de geração térmica.

## Críticas e controvérsias

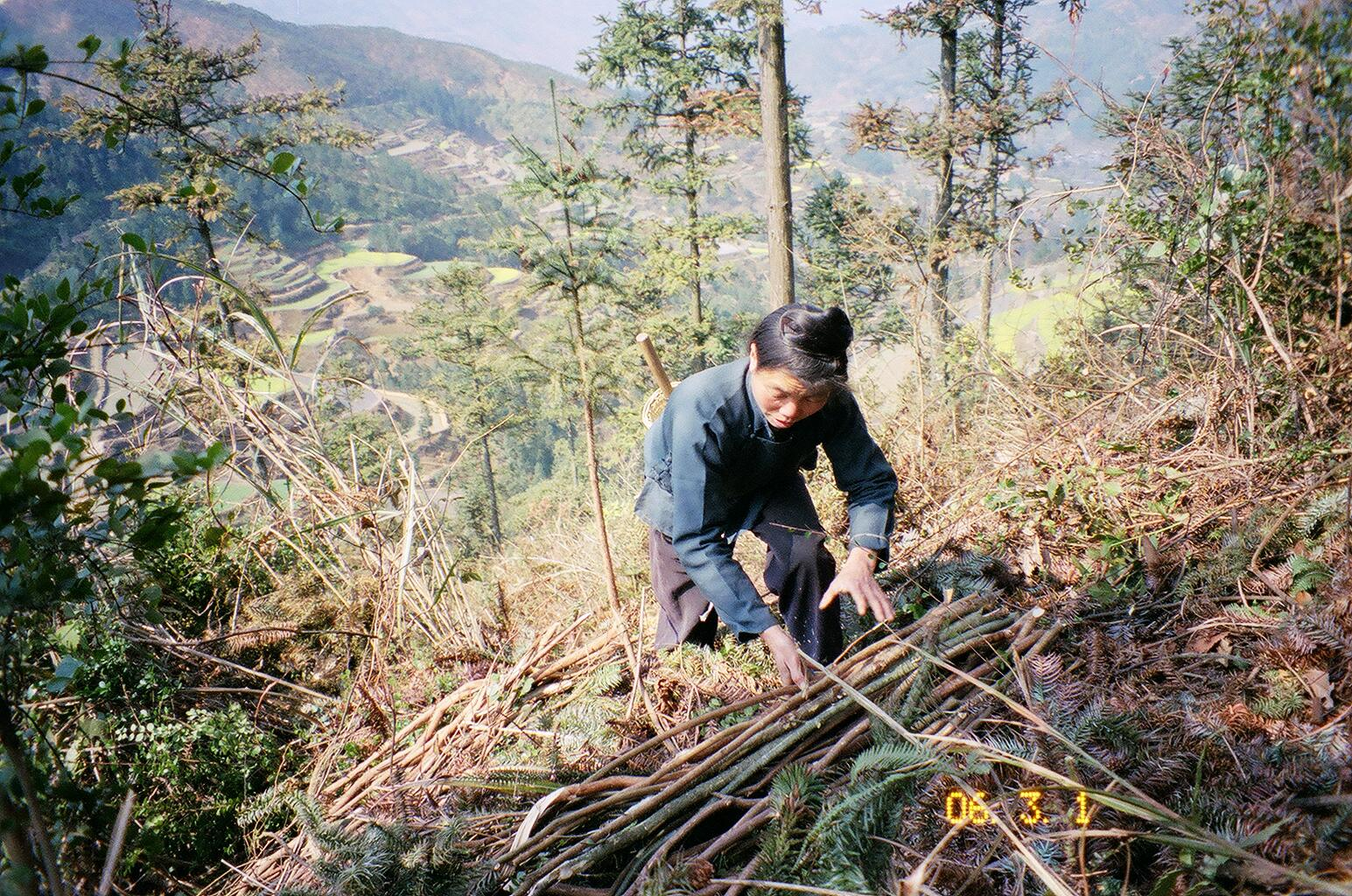
Coleta de madeira em Guizhou.

O Istituto Affari Internazionali (IAI) alerta que, embora a China adote regulamentação rígida para seus projetos verdes internamente, no âmbito do Belt and Road (BRI), a Rota da Seda, as diretrizes ambientais são soft governance — documentos não vinculantes que deixam lacunas na prestação de contas e no monitoramento de impactos. De modo semelhante, um estudo da Universidade de Economia e Negócios da Capital, China demonstra que a proliferação de normas macroeconômicas de financiamento verde na China não tem sido acompanhada por mecanismos eficazes de divulgação de dados corporativos, o que favorece práticas opacas e dificulta a avaliação independente dos resultados.
A World Wildlife Fund (WWF) — referenciada em relatório conjunto com o HSBC — destaca que a construção de grandes empreendimentos hídricos ou rodoviários em corredores do BRI atravessa 1.739 áreas importantes para aves e “áreas-chave de biodiversidade”, ameaçando centenas de espécies e os modos de vida de populações locais. Em paralelo, mesmo após o compromisso de 2021 de não financiar novas usinas de carvão no exterior, empresas estatais chinesas continuam a apoiar majoritariamente projetos a carvão: estão envolvidas em 62% da capacidade em construção e respaldam 88% dos projetos de carvão sob o BRI. Entre 2000 e 2022, apenas 2% dos 52 bilhões de dólares em empréstimos energéticos chineses na África foi destinado a solar e eólica, enquanto mais de metade financiou combustíveis fósseis.
Um relatório do Lowy Institute, repercutido pela Agence France-Presse, alerta que 75 países de baixa renda terão de reembolsar 22 bilhões de dólares à China em 2025, pressionando orçamentos de saúde, educação e ações climáticas e potencialmente ampliando a “influência geopolítica” de Pequim sobre as nações devedoras. Na mesma linha, Richard Moore, chefe da MI6, afirmou em entrevista à BBC que a China por vezes utiliza cláusulas de sigilo em contratos de crédito para obter vantagens estratégicas caso o país mutuário não honre os pagamentos — argumento frequentemente associado ao caso do porto de Hambantota, no Sri Lanka.
Acadêmicos da Universidade de Economia e Negócios da Capital constatam que regulações verdes fazem empresas altamente poluentes, sobretudo privadas, recorrerem ao “greenwashing” para se qualificarem a linhas de crédito verdes, sem promover reduções efetivas de emissões.

## Perspectivas futuras

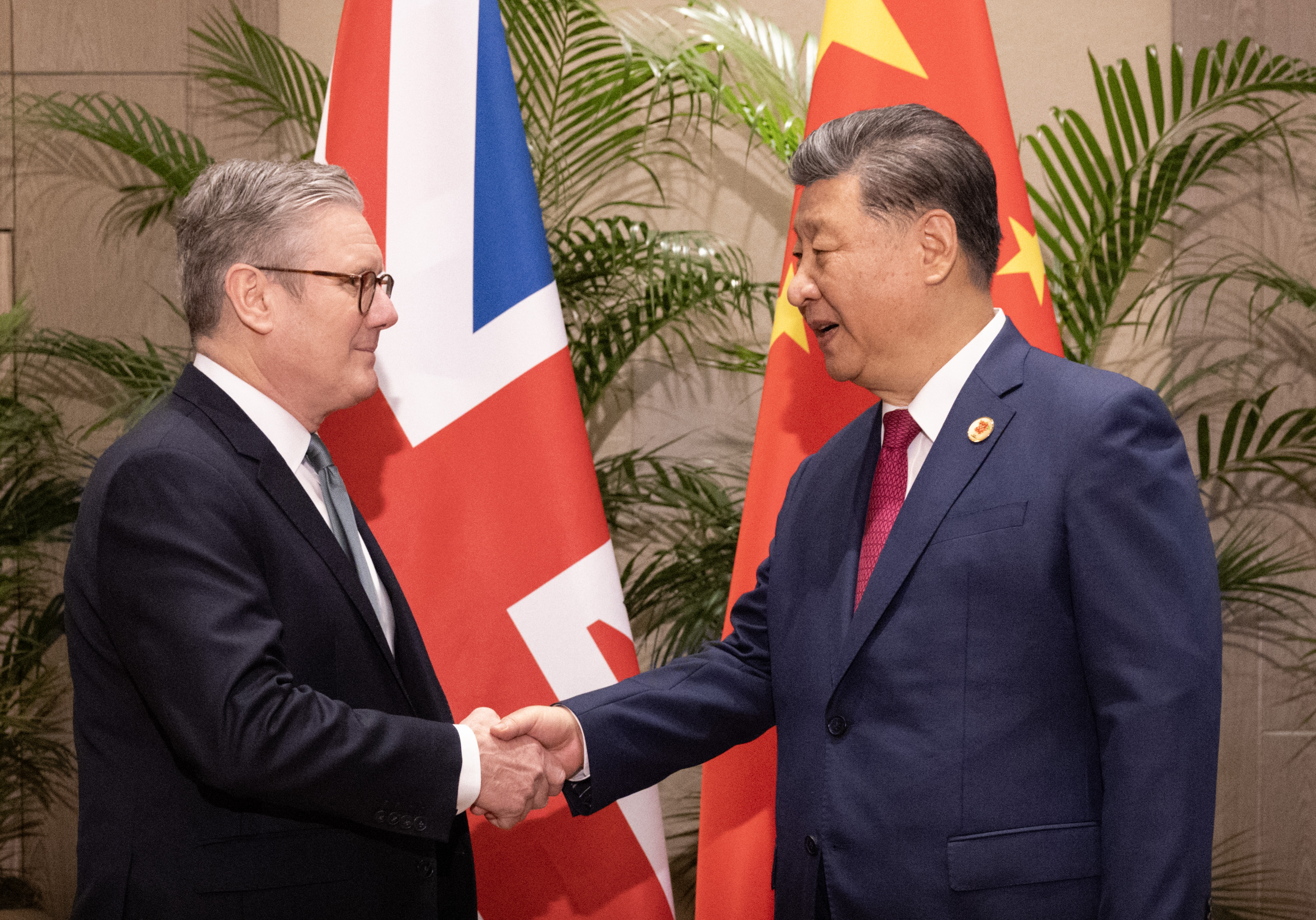
Keir Starmer e Xi Jinping no G20, 2024.

Diversas estimativas apontam que a China enfrentará uma demanda crescente por financiamento climático nos próximos anos. Segundo estimativas, o total de recursos necessários para ações de mitigação e adaptação climática na China deverá atingir 14 trilhões de dólares até 2030.
Espera‑se também uma diversificação e internacionalização dos instrumentos de captação de recursos verdes. Em março de 2025, a China anunciou a emissão de seu primeiro título verde soberano em Londres, no valor de até 6 bilhões de yuan, sinalizando a intenção de atrair investidores estrangeiros e reforçar o uso internacional do yuan em operações verdes. Paralelamente, especialistas do FMI defendem que o país estimule instituições estatais a emitir mais green panda bonds e que mercados estrangeiros lancem títulos verdes em yuans, fortalecendo a harmonização de taxonomias e promovendo maior transparência no fluxo de capitais verdes.
No âmbito da cooperação financeira internacional, medidas como a criação de um exchange-traded fund entre Reino Unido e China estão em discussão, com a meta de facilitar o acesso mútuo a produtos de gestão de ativos sustentáveis e aprofundar o conhecimento de padrões verdes globais. Além disso, a expansão de esquemas de pequenos projetos para países insulares do Pacífico — com 100 iniciativas focadas em energia limpa, conservação marinha e infraestrutura de baixo carbono — reforça o papel da China como financiadora de pequenas obras de alto impacto socioambiental nos próximos três anos.